# Kupa (Hongarije)
Kupa is een plaats (község) en gemeente in het Hongaarse comitaat Borsod-Abaúj-Zemplén. Kupa telt 188 inwoners (2001).